# Jody Vangheluwe
Jody Nicole Vangheluwe (* 15. Juli 1997 in Belgien) ist eine belgische Fußballspielerin. Sie steht derzeit beim Club YLA unter Vertrag und spielte 2019 erstmals für die belgische Nationalmannschaft.

## Karriere

### Vereine
Jody Vangheluwe begann ihre Karriere beim Club Brugge. Im Jahr 2015 wechselte sie zu KAA Gent. 2019 kehrte sie wieder nach Brügge zurück. Der Verein tritt mittlerweile nicht mehr als Club Brugge, sondern unter dem Namen Club YLA auf.

### Nationalmannschaft
Vangheluwe spielte zunächst für die belgische U-15-Mannschaft, U-17-Mannschaft, U-19-Mannschaft und U-21-Mannschaft. Für das Spiel gegen Spanien am 11. Februar 2015 wurde sie erstmals in die belgische Nationalmannschaft berufen. Ihren ersten Einsatz für die Nationalmannschaft hatte sie dann allerdings erst am 1. März 2019 bei einem Spiel gegen Österreich im Rahmen des Zypern-Cup 2019. Bei der Fußball-Europameisterschaft der Frauen 2022 kam sie in allen drei Gruppenspielen, jedoch nicht im Viertelfinale zum Einsatz.
In der Qualifikation für die WM 2023 wurde sie fünfmal eingesetzt. Am Ende scheiterte ihre Mannschaft in der ersten Runde der Play-offs der Gruppenzweiten durch eine 1:2-Niederlage gegen Portugal, bei der sie nicht eingesetzt wurde.